# Valentin Weidner

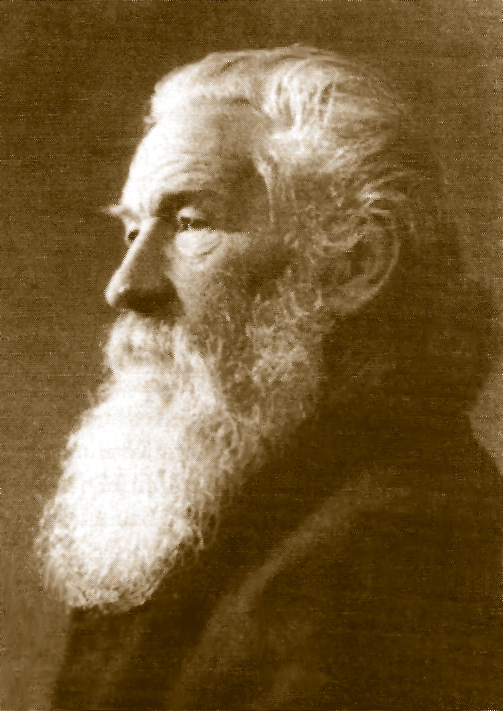
Valentin Weidner

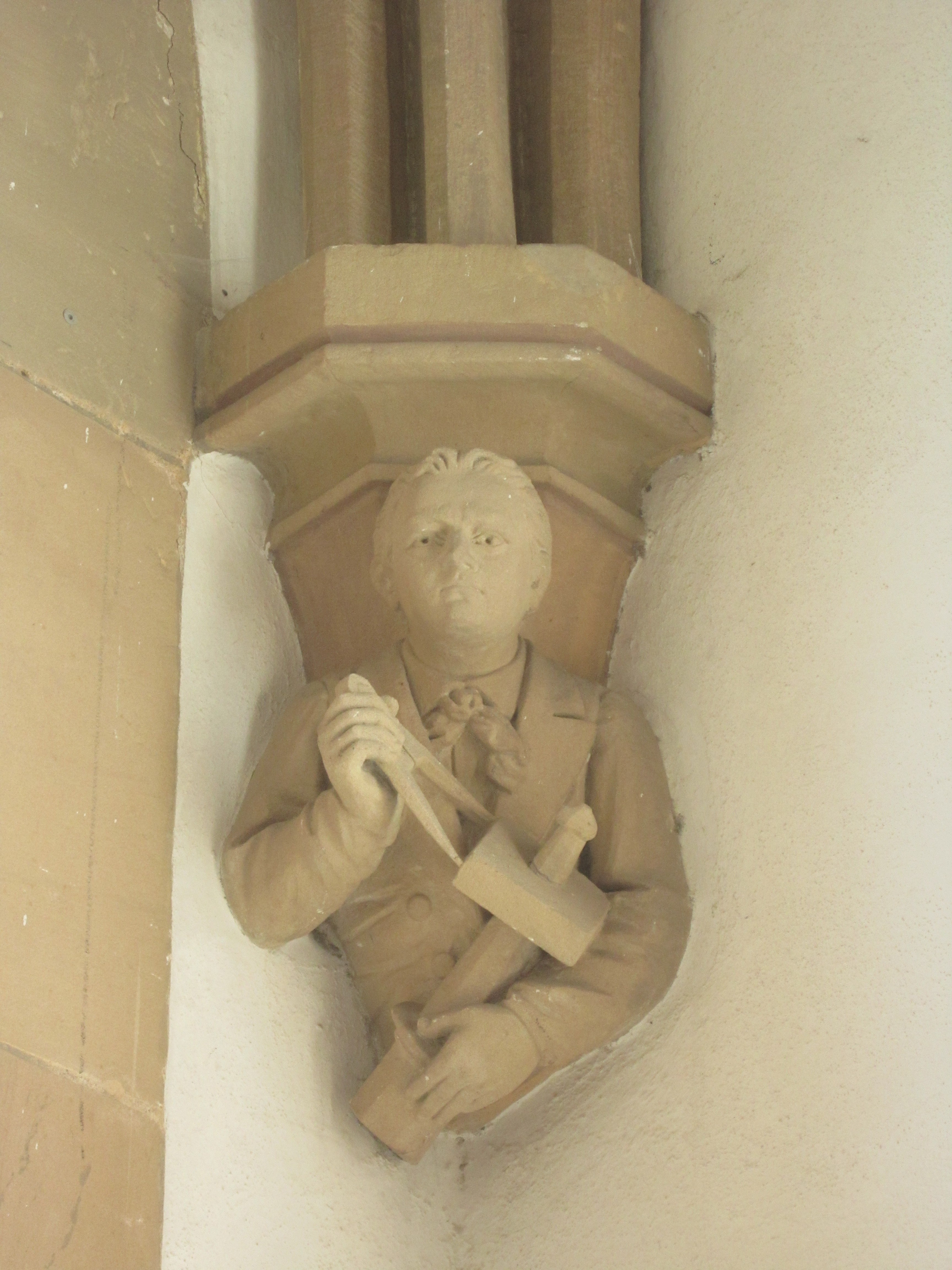
Weidner-Büste im Eingangsbereich der Herz-Jesu-Stadtpfarrkirche.

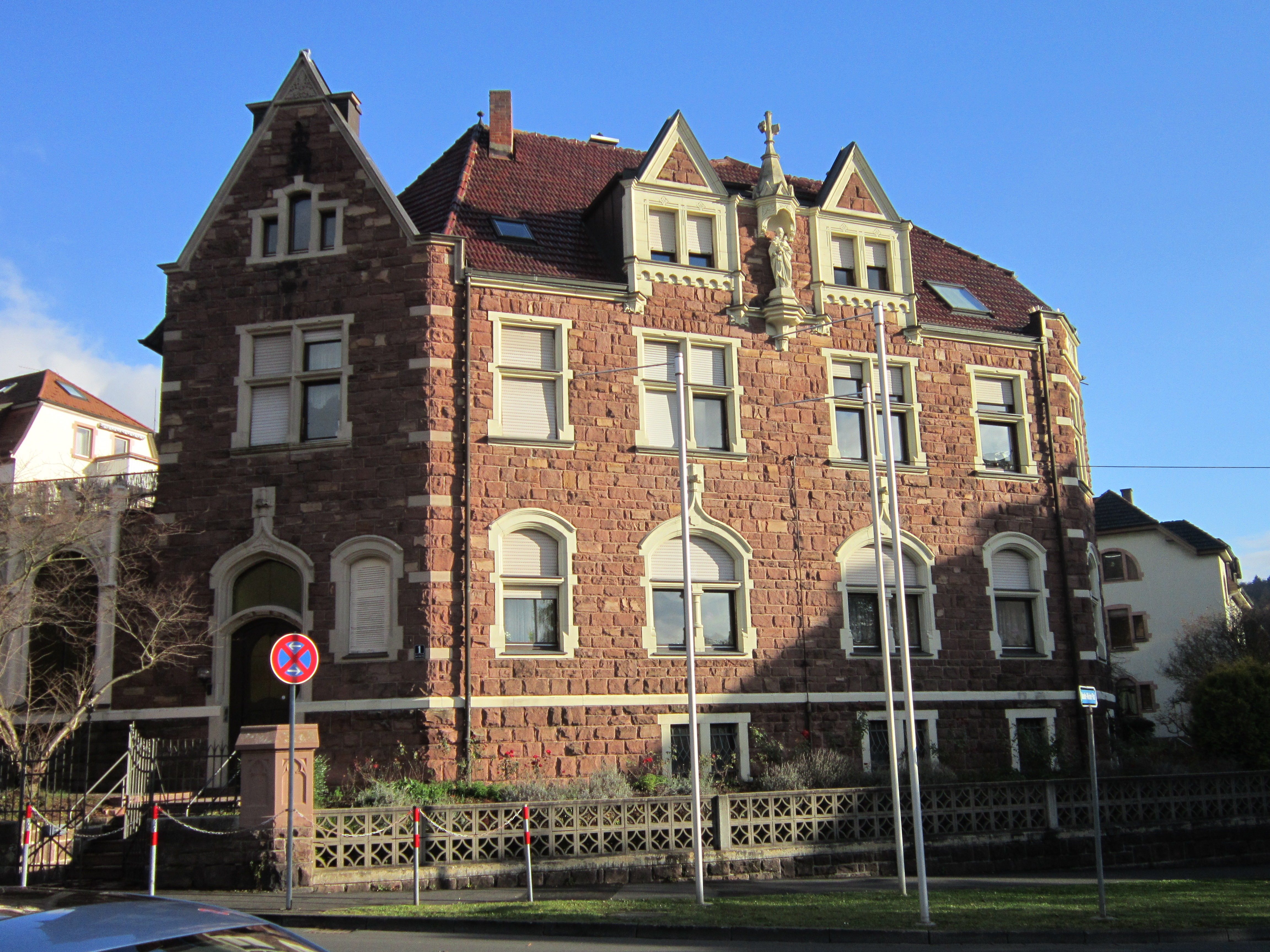
Weidners Wohnhaus am ehemaligen Max-Platz 1 (heute Valentin-Weidner-Platz 1), erbaut von Carl Krampf

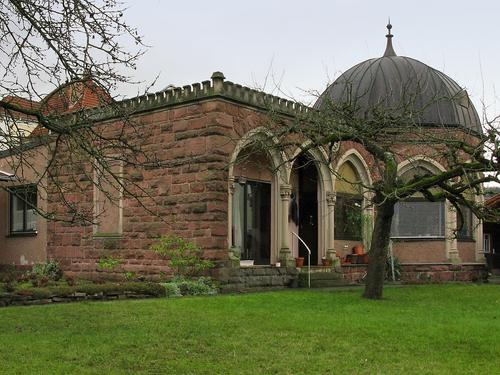
Weidners Atelier, erbaut von Carl Krampf

Valentin Weidner (* 12. Januar 1848 in Würzburg; † 1. April 1919 in Bad Kissingen) war ein deutscher Bildhauer.

## Leben
Valentin Weidners Eltern waren der Landgerichtsdiener Karl Weidner (* 12. Juni 1812 in Eisingen; † 27. März 1884 in Bad Kissingen) und Margaretha Weidner, geb. Hupp (* 1812 in Höchberg; † 11. Januar 1860 in Kissingen). Karl Weidner wurde mehrfach versetzt; den Geburtsorten von Valentin Weidner und seinen Geschwistern zufolge lebte die Familie in Neukirchen (Niederbayern), Würzburg, Römershag und schließlich (ab 1858) in Kissingen. Nach dem Tod von Valentin Weidners Mutter heiratete Karl Weidner im Jahr 1860 die Witwe Barbara Eichelmann, geb. Eckert. Über Valentin Weidners Jugend ist nichts bekannt.
Weidner studierte laut Familienüberlieferung bei Ferdinand Miller d. Ä. mit Abschluss als „akademischer Bildhauer“ und wurde daraufhin vom Bildhauer Michael Arnold, dessen Schüler er wurde, nach Bad Kissingen geholt. Am 23. September 1873 heiratete Valentin Weidner die Putzmacherin Maria Elisabeth Seitz (* 22. Februar 1851; † 21. April 1882 in Kissingen) aus Kupperichshausen (bei Lauda). Das Ehepaar bekam die Söhne Karl Michael Weidner (* 18. Juni 1874; † 1957 in Weiden in der Oberpfalz) und Johann Nepomuk („Hans“) Weidner (* 7. August 1875; † 1953). Hans Weidner wirkte später ebenfalls als Bildhauer in Bad Kissingen und wurde der Werkstatt-Nachfolger seines Vaters. Er war der künstlerisch geschicktere Bildhauer, während sein Vater der bessere Geschäftsmann war, der häufig seine Werke mit VW versah.
Nach Leistung des Treueeids auf die Bayerische Verfassung erwarb Valentin Weidner am 24. Juli 1876 das bayerische Bürgerrecht.
Nach dem Tod seiner Ehefrau Maria Elisabeth heiratete Weidner am 25. Oktober 1883 Anna Mathilde Reuß (* 2. Juli 1861 in Kissingen als Tochter des Schneidermeisters Andreas Reuß und seiner Ehefrau Appollonia, geborene Schmück; † 1. Januar 1923 in Bad Kissingen). Dem Ehepaar wurden fünf Kinder geboren. Der erstgeborene Valentin Andreas und seine Schwester Rosa Mathilde verstarben bereits im Kindesalter. Die übrigen drei Kinder waren Töchter. Die zweitjüngste, Rosa Maria Weidner (* 2. Juli 1889 in Bad Kissingen; † 17. April 1982 im St.-Gertrudis-Altenheim in Bad Kissingen) heiratete am 11. November 1912 den Kurhausbesitzer Johann Fridolin Hofmann.
Im Jahr 1875 übernahm Weidner das in der heutigen Hartmannstraße gelegene Atelier seines Lehrers Michael Arnold. Im Jahr 1884 musste Valentin Weidner für den Bau der Herz-Jesu-Stadtpfarrkirche einen Teil seines Grundstückes abtreten. Am Standort von Weidners Atelier entstand später das Hotel Federbeck, aus dem später das Institut der Englischen Fräulein wurde. Heute befindet sich dort das katholische Pfarrzentrum. Weidner war an der künstlerischen Inneneinrichtung der Herz-Jesu-Stadtpfarrkirche beteiligt, obgleich Georg Dengler, der für die Errichtung der Altäre zuständig war, Vorbehalte gegen Weidner hegte, dessen Figuren ihn an „Mehlsäcke“ erinnerten und die er für „kalt und langweilig“ hielt.
Nachdem Weidner durch seine Arbeit zu Vermögen gekommen war, zog er im Jahr 1903 in das von ihm nach Plänen des Architekten Carl Krampf errichtete und noch heute existente Anwesen, damals Maxplatz 1 (heute Valentin-Weidner-Platz) um. Am 5. Oktober 1903 beantragte er den Bau eines „Gartenhäuschens mit Atelierräumen im maurischen Stil“. Auch dies baute Carl Krampf.
Weidner war gesellschaftlich sehr engagiert. Von 1895 bis 1912 war er stellvertretender Feuerwehrkommandant und wurde im November 1887 in das Gemeindekollegium gewählt und im Anschluss an diese Tätigkeit im Dezember 1911 Mitglied des Stadtmagistrats, dem er bis zu seinem Tod im Jahr 1919 angehörte. Der im Dezember 1918 von den Gemeindebevollmächtigten gefasste Plan, Weidner für seine kommunalen Verdienste das Ehrenbürgerrecht zu verleihen, wurde im Januar 1919 offiziell beschlossen und Valentin Weidner am 2. Februar 1919 mündlich mitgeteilt.
Weidner starb jedoch am Nachmittag des 1. April 1919 in seiner Villa vor der geplanten Überreichung der Ehrenbürgerurkunde. Die Bad Kissinger Saale-Zeitung veröffentlichte am 2. April 1919 einen Nachruf sowie am 4. April 1919 einen ausführlichen Bericht über die Beerdigung auf dem Kapellenfriedhof, wo später auch sein Sohn Hans begraben wurde. Wenige Jahre nach seinem Tod sahen Weidners Erben sich durch die Inflation gezwungen, seine Villa zu verkaufen.

## Bedeutung
Valentin Weidner, der Mitglied des Münchner Vereins für Christliche Kunst war, war ein vielbeschäftigter Bildhauer, erfolgreich und geschäftstüchtig, in ganz Unterfranken aktiv, aber dennoch von eher regionaler Bedeutung. Er arbeitete vor allem im historistischen Stil, wie es noch heute zahlreiche Grabmäler auf dem Bad Kissinger Kapellenfriedhof oder die Kanzel und der Taufstein in der evangelischen Erlöserkirche der Stadt bezeugen. Andere Kirchenausstattungen sind inzwischen verlorengegangen. In der Zeit von 1890 bis 1892 fertigte er für die katholische Pfarrkirche der Stadt Klingenberg am Main für 4840 Mark neue Chorstühle, Beichtstühle und zwei hintere Betstühle.
Weidner hat seinerzeit auch von der Konjunktur für Kriegerdenkmäler gut leben können. Vor dem Ersten Weltkrieg entstanden in seiner Werkstatt solche Denkmäler für Großwenkheim (1887), Stadtlauringen (1888), Kleinbardorf (1895), Mittelstreu (1896), Bastheim (1897), Bischofsheim (1903), Bad Brückenau (1911) und Geldersheim (1911), ein weiteres in Poppenlauer.

## Werke (Auswahl)
- zahlreiche Grabmäler auf dem Jüdischen Friedhof von Bad Kissingen.
- zahlreiche Grabmäler und Kruzifix auf dem Kapellenfriedhof
- 1882: St.-Josef-Statue in Hausen (Stadtteil von Bad Kissingen)
- 1883: St.-Wendelin-Statue am Wendelinus
- 1884: Hauptaltar der St.-Joachim-und-Anna-Kirche in Kleinbrach
- 1886: Kathe-Kreuz in Wollbach
- 1887: Innenausstattung der Bad Kissinger Herz-Jesu-Stadtpfarrkirche
- 1887 und 1910: Innenausstattung der Bad Kissinger Marienkapelle
- 1887: Innenausstattung der Kronunger Kirche
- 1887: Innenausstattung der Hammelburger Pfarrkirche St. Johannes Baptista
- 1887: Bad Kissingen, Marktplatz 18: Gedenktafel für Ignaz Gropp
- 1887: Großwenkheim – Kriegerdenkmal 1870/71
- 1888: Stadtlauringen – Kriegerdenkmal 1870/71
- 1888: Altäre der St.-Michael-Kirche in Albertshausen (Stadtteil von Bad Kissingen).
- 1892: Bad Kissinger Kreuzweg auf dem dortigen Stationsberg
- 1896: Maßbach-Poppenlauer – Kriegerdenkmal 1870/71
- 1897: Bad Kissingen, Marktplatz 18: Büste für Ignaz Gropp
- 1897: Bastheim – Kriegerdenkmal 1870/71
- 1899: Wegkreuz in Aschach
- um 1900: Kreuzschlepper in der Kissinger Straße 131 in Reiterswiesen (Stadtteil von Bad Kissingen)
- 1900: Balling-Büste und Hübner-Bank am Ballinghain in Reiterswiesen
- 1900: Madonna, am Sinnberg von Bad Kissingen.
- 1901: Seitenaltäre der St.-Georg-Kirche in Obereschenbach
- 1903: Bischofsheim an der Rhön – Kriegerdenkmal 1870/71
- 1903: Kreuzweg in Albertshausen
- 1903: Wegkreuz Maxstraße
- 1905: Patrona Bavariae in Hausen (Stadtteil von Bad Kissingen)
- 1905: Hochkreuz-Korpus beim Kreuzweg in Theinfeld (Ortsteil von Thundorf in Unterfranken)
- 1910: Flora-Statue (heute am Rathausplatz 2)
- 1911: Bad Brückenau – Kriegerdenkmal 1870/71
- 1911: Geldersheim – Kriegerdenkmal 1870/71